# Huron University
Huron University (eller Si Tanka University at Huron) var ett universitet i staden Huron i South Dakota. Universitetet grundades 1883 i Pierre i det dåvarande Dakotaterritoriet, flyttade 1897 till Huron och blev nedlagt 2005. Det ursprungliga namnet var Presbyterian University of Southern Dakota men redan 1884 bytte man namn till Pierre University. Efter flytten till Huron blev namnet Huron College och slutligen 1989 Huron University.